# Agario
Agario (speltillverkarnas stavning: Agar.io) är ett spel inom genren casual game och action. Spelaren spelar som en cirkelformad cell, som har som mål att äta upp andra celler och på så vis bli större. De små cellerna kan gömma sig i de gröna och taggiga virusbollarna, däremot splittras en cell som är större än viruset till flera mindre celler. Om man är fullt delad och är större än ett virus blir man större om man åker in i viruset.

## Spellägen
Det finns fyra spellägen i Agar.io; FFA, Teams, Experimental och Party. FFA är originalspelläget. På Teams finns det tre olika lag som tävlar mot varandra (lag röd, grön och blå). Experimental är ett experimentellt spelläge med ett antal andra finesser. Party kan man spela med sina vänner.

### FFA
Målet med spelet är att få en spelarkontrollerad cell att bli så stor som möjligt. Spelaren gör sin cell större genom att först äta de stillastående små cellerna som kallas för "pellets" (som det hela tiden genereras nya av), och sedan genom att äta större, spelarstyrda prickar. Att spelaren kan äta andra spelare medför att man själv kan bli uppäten av de andra spelarna. På arenan finns det gröna virus, som inte är spelare utan bara stillastående. Dessa är fredliga i början (tills man är större än de är). När man är mindre än ett virus kan man använda det som skydd från större spelare. När man har blivit större än virusen är det farligt att åka in i dem eftersom man splittras till flera mindre celler om man krockar med dem. Detta gör att många fler andra spelare får chansen att kunna äta upp spelaren. Efter ungefär 15-20 sekunder sätts ens mindre celler ihop igen. När spelaren blivit ganska stor (runt 300 massa) blir det svårt att fortsätta växa. Ju större ens cell blir desto långsammare blir den, och till slut är det svårt att hinna ifatt mindre celler. Ett sätt att få något att äta i detta läge är att skjuta massa (med W-tangenten) på ett virus - efter sju träffar dupliceras viruset och det nya viruset färdas i motsatt riktning från var man sköt. Har man tur träffar det nya viruset en annan spelare, som då splittras och blir till mindre celler att äta upp.

#### Spelarens cell
Spelaren startar med en cell med massan 10 eller högre beroende vilken level man är i, som sedan blir större ju mer man äter. Spelarcellernas massa minskar hela tiden. Massan minskar snabbare ju större man blir. I början märks det knappt, men när man blir riktigt stor (ungefär massan 8 000 i) minskar massan mycket snabbt. Spelarceller har förmågan att splittra sig (dela upp sin massa) till flera nya celler, det kan göras med hjälp av mellanslags-tangenten. Då styr man fler än en cell. Man använder det t.ex. när man ser en annan cell (eller flera andra celler) som är hälften så stora som spelaren själv, spelaren kan sedan sikta på de andra mindre cellerna med hjälp av muspekaren och sedan "skjuta iväg" hälften av sin cell och äta upp dem. Eftersom de två cellerna blir mindre än den ursprungliga cellen blir man snabbare, men då är det också fler som kan äta en. Man kan ha max 16 celler, sedan går det inte att dela sig mer. Spelarceller kan dela upp sig när de har 40 massa eller mer. Om en cell har massan 35 eller större, kan den skjuta ut lite av sin egen massa med knappen W. När den gör detta förlorar cellen som skjuter ut massa 16 massa, men den cell som äter den får endast massan 12. Denna massa skjuts ut mot muspekaren och fortsätter en bit i den riktningen tills den stannar. Massan fungerar som vanliga NPC-celler, det vill säga att alla spelare kan äta dem. Håller man sig sedan stilla med musen i mitten, "går man ihop" till en cell igen, men om man loggar in med Facebook går man upp i levels och då startar man med mera massa än 10.

#### Övriga finesser
När man börjar omgången får man välja ett namn till sin cell. När man börjar får cellen en slumpgenererad färg som den fortsätter ha spelet ut. Vill man ha en speciell "skin" på sin cell, kan man exempelvis döpa den till "Sweden" så att cellen ser ut som Sveriges flagga. Det finns en topplista på varje "arena" där man ser namnen på de bästa spelarna, den går från ett till tio. Är man med på topplistan visas namnet i rött istället för vitt som alla de andra namnen.

### Teams
Teams är ett spelläge som har flera lag. Det finns tre lag, de gröna, röda och blåa. Dessa tre lag ska försöka äta upp 99-100 procent av motståndarlagens celler för att vinna. Den stora skillnaden är att man kan vinna över motståndarlaget i detta spelläge. Man kan inte äta upp celler från ens eget lag. Man kan inte ha "skins" i detta spelläge, eftersom det skulle förstöra sättet som man ser vilka som är i spelarens eller motståndarens lag.

### Experimental
I Experimental finns ett antal andra finesser. En av dem är att man kan knuffa virus framåt genom att skjuta på dem med sin massa. Man kan även se ett antal så kallade "spawners" som skapar nya pellets. Dessa är ungefär lika stora som en spelare med massan 240. Spawners kan bli ätna av spelaren om denne har massa 300 eller mer, annars äter den istället upp spelaren (om den har mindre än massan 160, annars händer inget spelaren). Om man knuffar in ett virus i en sådan cell blir de uppätna av cellen. Tidigare fanns det i detta spelläge så kallade "mother cells", som inte kunde bli ätna eller passerade igenom. Dessa fungerade ungefär som spawners, men det fanns endast en, i mitten av kartan. Denna cell blev dock borttagen.

### Party
Party är ungefär som FFA, den enda skillnaden är att man har möjligheten att spela med sina vänner. Man får en kod som man sedan kan dela med sina kompisar. Ens kompisar kommer sedan bli tvungna att skriva in koden så att de kan spela med. Dock väljer väldigt många spelare att lagarbeta med ett antal andra spelare när de tillåts köra i en gemensam server, vilket gör spelgången svårare än i de andra spellägen men det tillåter andra spelare att bli mycket större.

### Regioner
När man startar ett spel väljer man vilken region man vill spela i. De regioner som finns är följande:

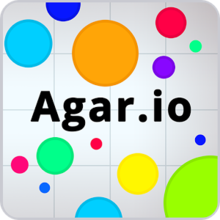
Så här ser Agar.io ut på bilden

- North America
- South America[2]
- Russia[2]
- Turkey[2]
- East Asia[2]Så här ser Agar.io ut på bilden
- China[2]
- Oceania[2]
- Europe

## Övriga fakta

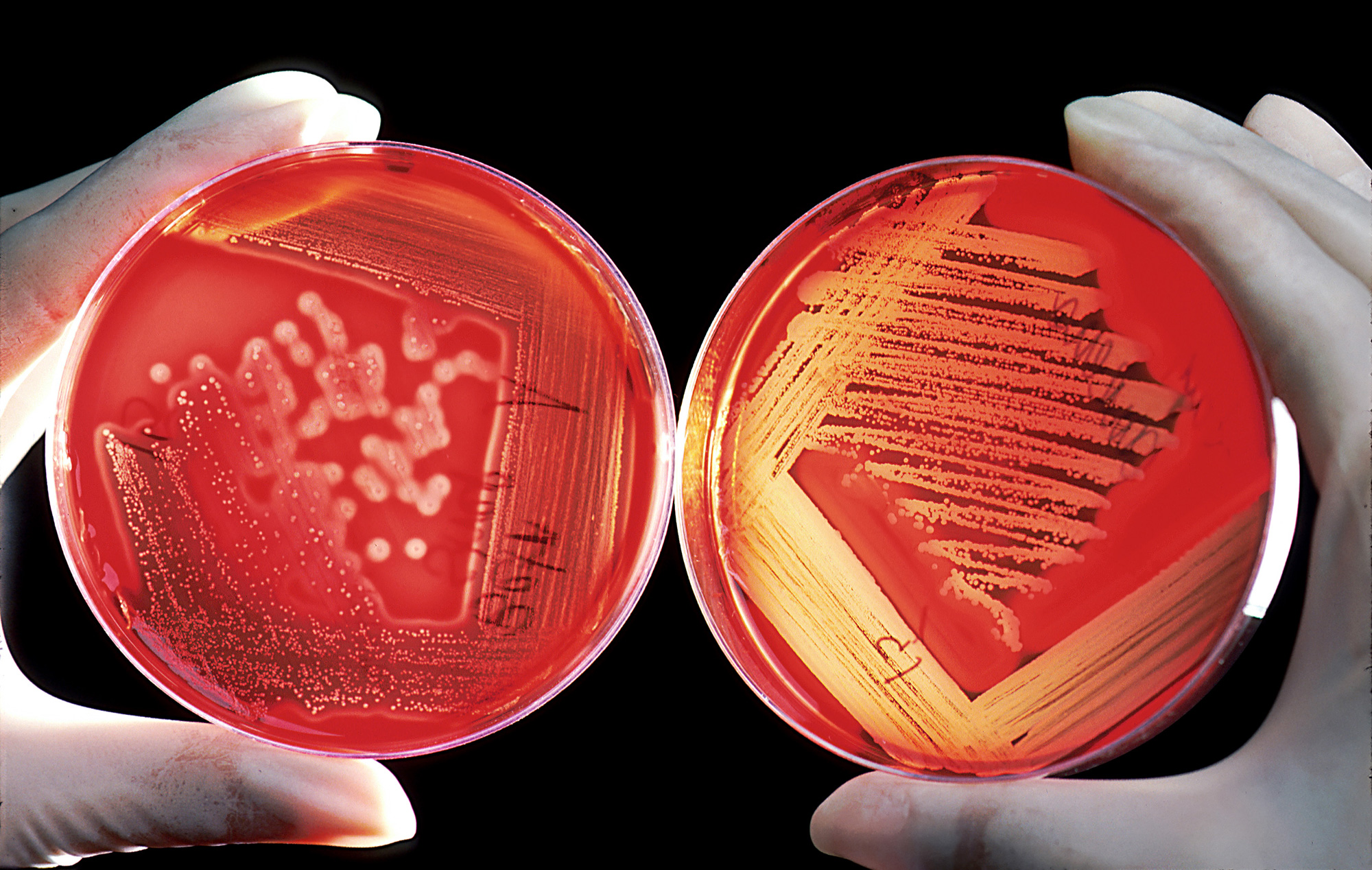
En agarplatta.

### Spelnamnets ursprung
Agar är ett gelämne som används vid bakterieodling (det används även som ett alternativ till gelatin). Eftersom spelet handlar om celler som växer fick det namnet "Agar.io".

### Steam
Spelplattformen Steam har gett så kallat "grönljus" för att visa att de har ett intresse i spelet och kommer att kontakta spelägarna för att se om de kan få ha spelet på sin plattform. Spelet har inspirerat många utvecklare att skapa sina egna Agar.io.